# Artoria flavimana
Artoria flavimana là một loài nhện trong họ Lycosidae.
Loài này thuộc chi Artoria. Artoria flavimana được Eugène Simon miêu tả năm 1909.